# Haradanahalli District Forest Ii, Chamarajanagar
Haradanahalli District Forest Ii là một làng thuộc tehsil Chamarajanagar, huyện Chamarajanagar, bang Karnataka, Ấn Độ.